# Równina Nowotomyska
Równina Nowotomyska (315.50) – region geograficzny o krajobrazie równinnym położony w zachodniej Polsce, w okolicy Nowego Tomyśla. Stanowi zachodnią część Pojezierza Wielkopolskiego na jego styku z Pojezierzem Lubuskim. Pod względem użytkowania ziemi jest to kraina rolniczo-leśna. Jezior jest niewiele, największe jest Berzyńskie (3,2 km²). Wyszczególniony jako mezoregion z indeksem 315.50 w wieloautorskiej regionalizacji fizycznogeograficznej Polski z 2018 roku.

## Środowisko przyrodnicze
Region zajmuje powierzchnię 977 km² i jest największym obszarem sandrowym w województwie wielkopolskim. Na północy sąsiaduje z Pojezierzem Poznańskim, na wschodzie graniczy z Wysoczyzną Grodziską, na południu przylega do Kotliny Kargowskiej i Doliny Środkowej Odry, a na zachodzie otacza go Bruzda Zbąszyńska. Największe ośrodki osadnicze Równiny Nowotomyskiej to Nowy Tomyśl i Wolsztyn.
Ukształtowanie terenu ma charakter równinny (średnia wysokość 70–76 m n.p.m.) z dodatkiem rynien polodowcowych zajętych przez rzeki oraz wypiętrzeń w postaci wydm, moren czołowych i wzniesień kemowych (najwyższa kulminacja osiąga 110 m). Podłoże wyścielają piaski i żwiry pochodzące z akumulacji rzeczno-lodowcowej, na których wytworzyły się głównie mało urodzajne gleby rdzawe i bielicowe, choć miejscami występują bardziej urodzajne gleby brunatne, a nawet żyzne czarnoziemy. Lasy pokrywają 48% terytorium regionu i koncentrują się w jego zachodniej i centralnej części. Udział obszarów rolniczych, które przeważają w części wschodniej, wynosi 47%.
Na obszar Równiny Nowotomyskiej zachodzą zasięgi terytorialne trzech parków krajobrazowych (Pszczewski, Miedzichowski, Dolina Kamionki). W rezerwacie Bagno Chorzemińskie pod Wolsztynem chronione jest torfowisko, gdzie występuje m.in. rosiczka okrągłolistna i długolistna. Rzek i jezior jest w rejonie niewiele. Główne cieki to: Dojca, Czarna Woda i Szarka. Z jezior największe są: Berzyńskie (3,2 km²), Wolsztyńskie (1,2 km²) i Kuźnickie (0,7 km²).

## Różnice w podziałach geograficznych
Jerzy Kondracki w swoim podziale fizycznogeograficznym Polski ustanowił Równinę Nowotomyską jako jeden z ośmiu mikroregionów tworzących mezoregion szeroko rozumianego Pojezierza Poznańskiego. W wieloautorskiej regionalizacji z 2018 roku przyjęto, dokonany przez Rafała Kota, podział rozległego Pojezierza Poznańskiego na trzy autonomiczne mezoregiony o odmiennej charakterystyce terenu – właściwe Pojezierze Poznańskie z przewagą falistych wysoczyzn morenowych, Wysoczyznę Grodziską z przewagą płaskich wysoczyzn morenowych oraz Równinę Nowotomyską stanowiącą równinę sandrową. Tak zdefiniowane Pojezierze Poznańskie wyróżnia dodatkowo o wiele większa jeziorność w porównaniu z dwoma nowo wydzielonymi mezoregionami.